# Sérgio Ramirez
Sérgio Ramirez D'Ávila, mais conhecido apenas como Sérgio Ramirez (Treinta y Tres, 24 de dezembro de 1951), é um ex-futebolista uruguaio, que atuava como lateral-esquerdo e zagueiro (ainda no início de sua carreira, em divisões de base, chegou a atuar também como goleiro). Atuou na Seleção Uruguaia de Futebol e no Flamengo durante a década de 1970. Atualmente, está sem clube.

## Carreira como jogador
Nascido na pequena cidade uruguaia de Treinta y Tres, Sérgio Ramirez ganhou fama depois de correr atrás de Roberto Rivellino no jogo entre Brasil e Uruguai, no Maracanã, realizado no dia 28 de abril de 1976, quando tentou agredir o meia-esquerda, Rivellino tinha dado um soco no Ramirez pouco antes de acabar o jogo, e o uruguaio jurou de pegar quando acabasse a partida, mas não conseguiu. Mais rápido, Rivellino desceu (escorregando de nádegas) a escada que dava acesso aos vestiários. Jogou 36 jogos vestindo a camisa Celeste da seleção uruguaia.

### Flamengo
Ramirez atuou no Flamengo de 1977 a 1979. Nesse período, fez apenas dois gols pelo time da Gávea e faturou o bicampeonato carioca de 1978 e 1979.jogou 94 jogos vestindo a camisa rubro-negra.
Ramirez é o segundo uruguaio com mais jogos dentro da lista de uruguaios que atuaram pelo Flamengo.

### Sport
Sport de Recife 1980 Campeão Pernambucano.

### Campo Grande
No ano de 1982, ainda como jogador, conquistou a antiga Taça de Prata pelo Campo Grande.

## Carreira como treinador

### Início desde o final de carreira
Poucos anos depois de pendurar as chuteiras, atuando pelo pequeno Pinheiros-PR, Ramirez resolveu iniciar uma nova jornada na sua vida. Levou seu jeitão briguento e marrento dos tempos de zagueiro no Flamengo à beira dos gramados, tornando-se, a partir do próprio Pinheiros (é bem verdade que no time júnior), um treinador respeitável e de caráter. Lá, conquistou o título estadual em 1984.

### Depois do pequeno Pinheiros, regularidade nos três grandes deCuritiba, e em pequenos paranaenses[6]e noCriciúma
Logo após sair do Pinheiros, Ramirez dirigiu os três grandes clubes curitibanos, em sequência: Paraná (1990), Coritiba (1991) e Atlético Paranaense (1992). Apesar dos excelentes elencos apresentados por ambas as equipes, Sérgio Ramirez passou em branco pelos três, sem títulos.
Também esteve à frente de pequenos clubes do Paraná, dentre os quais estão: Colorado, Iguaçu, Grêmio Maringá e Cascavel CR.
Após sair do futebol paranaense, já em 1993, foi para o Criciúma, onde foi Campeão Catarinense no mesmo ano.

### Passagens porBragança Paulista,Americana,Limeira,São José dos Campos,CampinaseSanto André
Ramirez já dirigiu várias equipes brasileiras, principalmente times do Interior de São Paulo, entre eles: Bragantino, Rio Branco-SP, Santo André, Inter de Limeira, Guarani e São José-SP.

### Clubes nordestinos e o título da Copa Norte em 1998[7]
Entre idas e vindas pelo interior de São Paulo, Ramirez também passou pelo Nordeste, onde dirigiu Ceará, Santa Cruz, Sampaio Corrêa e Vitória. Pelo time maranhense conquistou a Copa Norte de 1998, e pelo time baiano foi vice-campeão da Copa do Nordeste de 1998.

### Passagem relâmpago pelo Norte
Sérgio Ramirez também já esteve no comando de um grande clube paraense: o Paysandu.

### Sucesso em clubes catarinenses
Atuou também em Santa Catarina, onde dirigiu Joinville, Metropolitano e, a partir do dia 11 de fevereiro de 2007, o Avaí. No dia 27 de abril de 2007, Sérgio Ramirez deixou o Avaí, onde acumulou nove vitórias, sete empates e cinco derrotas em sua trajetória. O time avaiano, durante sua gestão, somou 34 gols marcados e 26 sofridos. E, ainda no ano de 2007, ao término da Série B daquele ano, Ramirez voltou ao Leão de Florianópolis, onde atuou até março de 2008.
Em 10 de julho de 2008, fechou sua negociação para a volta ao futebol catarinense, dessa vez para dirigir o Marcílio Dias. Após derrota por 3 a 1 para o Avaí, pela segunda rodada do returno do Estadual de 2009, Ramirez pediu demissão do comando marcilista.

### Joinville
No dia 6 de abril de 2009, Ramirez acertou com a diretoria do Joinville seu retorno ao Campeonato Catarinense, agora para comandar o time do norte do estado.

### Retorno ao interior paulista
Em 2011, o então presidente do Ituano, Juninho Paulista, anunciou a contratação do uruguaio que, juntamente com Doriva (como auxiliar-técnico), comandou a equipe na Série A1 do Paulistão.

### Regresso ao Sul do país
No dia 23 de agosto, o presidente do Brasil de Pelotas anunciou Sérgio Ramirez como novo técnico, depois da saída de Beto Almeida para o paraguaio Guaraní.
Depois de comandar o clube Xavante por apenas quatro partidas, Sérgio Ramirez foi para o Santa Cruz-RS, em novembro de 2012, permanecendo no cargo até o início de fevereiro do ano seguinte, quando, após os constantes maus resultados e mais uma derrota para o Pelotas, em partida válida pelo Gauchão de 2013, o treinador pediu demissão, pedido esse complacentemente atendido pela diretoria.

### Volta ao JEC, após 4 anos
Semanas depois da demissão, mais precisamente no final de abril, foi anunciado o seu retorno ao Joinville (clube já dirigido por ele em 2006-2007 e 2009), dessa vez para trabalhar nos cargos de coordenador de futebol e auxiliar-técnico, na gestão do então treinador Arturzinho. Após a demissão de Arturzinho e de Ricardo Drubscky (demitido no início de outubro), Ramirez assumiu o JEC, inicialmente para comandar a equipe nas últimas rodadas da Série B de 2013.
Pouco depois do fim da Série B de 2013 e de conquistar o título da Copa Santa Catarina (disputada no fim do ano), Sérgio Ramirez foi afastado do cargo de treinador, voltando a ser coordenador de futebol e dando lugar a Hemerson Maria, que saíra do Avaí há pouco tempo.

### Guarani de Palhoça
Em 13 de dezembro de 2015 foi anunciado como o novo treinador do Guarani de Palhoça para a disputa da Série A do Campeonato Catarinense de 2016.

## Títulos

### Como jogador
Flamengo
- Taça Guanabara: 1978
- Campeonato Carioca: 1978
- Troféu Cidade de Palma de Mallorca: 1978
- Campeonato Carioca: 1979
- Troféu João Batista Figueiredo: 1979

Sport
- Campeonato Pernambucano: 1980

Campo Grande
- Campeonato Brasileiro - Série B: 1982[nota 1]

Pinheiros-PR
- Campeonato Paranaense: 1984

### Como treinador
Criciúma
- Campeonato Catarinense: 1993

Sampaio Corrêa
- Copa Norte: 1998

Joinville
- Copa Santa Catarina: 2009 e 2013
- Copa Sul Brasileira: 2010
- Primeiro Turno do Campeonato Catarinense: 2010

## Campanhas de destaque

### Como jogador
Seleção uruguaia
- Taça do Atlântico: 1976 (4º colocado)

### Como treinador
Joinville
- Campeonato Catarinense: 2006 (Vice-campeão)
- Campeonato Catarinense: 2010 (Vice-campeão)